# Casqui

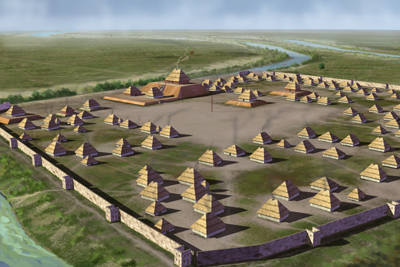
Capitale della Provincia dei Casqui. Illustrazione di H. Roe

I casqui sono una tribù nativo americana scoperta nel 1541 dalla spedizione di Hernando de Soto che viveva in dei villaggi fortificati nell'Arkansas occidentale.

## Descrizione
La tribù prende il nome dal capo Casqui che governò la tribù dal suo primo villaggio che, al giorni d'oggi, si pensa sia collocato nella Contea di Cross, Arkansas nei pressi della città di Parkin. Il sito sospetto è il punto focale del Parco Archeologico Nazionale di Parkin ed è stato accertato che il sito fu abitato ininterrottamente per almeno 500 anni.
Le informazioni sul Capo Casqui e il suo popolo vengono da pubblicazioni sulla spedizione di Hernando de Soto nel 1541.